# L'Empereur de l'espace (Capitaine Flam)
L'Empereur de l'espace est la première aventure, sur un total de treize, qu'effectue le capitaine Flam dans la série de dessins animés qui porte son nom. Cette aventure est racontée en quatre épisodes de 22 minutes chacun.
Le dessin animé est une adaptation du roman L'Empereur de l'espace (« Captain Future and the Space Emperor ») d'Edmond Hamilton.
Les épisodes racontent les aventures du capitaine Flam, luttant contre les visées hégémoniques de « L'Empereur de l'espace », qui non seulement semble invulnérable mais aussi dispose de moyens techniques lui permettant de faire régresser les humains au stade mental de singes stupides et brutaux.

## Résumé

### «L'Empereur de l'espace»
Le président du gouvernement intersidéral attend avec impatience le retour de l'agent Peterson de la planète Dénef, sur laquelle d'étranges événements se sont récemment produits. Un « homme-singe » se présente alors devant le président : c'est Peterson, qui a le temps de dire quelques mots (« empereur », « espace », « rétrogradation espèce ») avant que les gardes ne l'abattent. Le président décide de faire appel au capitaine Flam et à son équipe (Pr Simon, Crag, Mala).
En utilisant l'hyperespace, ceux-ci se rendent immédiatement sur la planète Dénef, tout en emmenant un passager clandestin qui rêve depuis des années de devenir membre de l’équipage : l'orphelin Ken Scott. Flash-back : le capitaine Flam se souvient comment lui-même était jadis devenu orphelin.
Arrivés en approche de Dénef, un mercenaire de l’Empereur de l'espace, Ollis, les attaque avec des armes laser. Avec le canon à protons du Cyberlab, ils détruisent partiellement son vaisseau et parviennent à le maîtriser sur le satellite naturel géant de la planète Dénef. Mala se transforme et prend l'apparence d'Ollis. Le capitaine et Mala (« Ollis ») se rendent au lieu où le mercenaire devait remettre le corps du capitaine Flam à l'Empereur. Lorsque ce dernier apparaît, Flam et Mala tentent de le capturer mais sans succès : l'Empereur laisse passer la matière à travers lui ! Il est invulnérable et inattaquable. L'Empereur se rend alors au Cyberlab et, traversant les parois du vaisseau spatial, abat Ollis devant les yeux de Crag, Ken et Simon. Là encore, l'Empereur est invulnérable : les rayons laser passent à travers lui. Il quitte le vaisseau sans pouvoir être inquiété, accompagné et aidé par des autochtones extraterrestres de la planète Dénef.

### «La Prison de la Mer de feu»
L'enquête se poursuit à Mégara, capitale de la planète Dénef. Mala se métamorphose en extraterrestre autochtone. Frappé par un groupe d'hommes arrogants, il est accosté par un autochtone qui lui propose de rencontrer l'Empereur de l'espace, lequel a promis aux Dénefiens de restaurer leur dignité.
Pendant ce temps, Flam se rend au palais du gouverneur-général. En chemin, un homme se transforme en homme-singe, il est maîtrisé par Joan Landor, jeune femme officier chargée de la gestion de l’hôpital du docteur Bright (une ancienne prison) dans lequel ont été placés les humains atteints par le mal de la rétrogradation de l'espèce et devenus des hommes-singes. Flam la retrouve ensuite au palais le gouverneur-général Quale, ainsi que trois personnes : Kells (adjoint du gouverneur-général), Beloire (le propriétaire de l'usine Multiproduction), Cannig (chef de l'exploitation de l’usine Multiproduction). Les transformations touchent en particularité l'usine, 50% des ouvriers humains ont été changés en hommes-singes. Flam demande alors à visiter l'hôpital.
Flam suppose que l’attaque intervenue dans l'épisode précédent résulte de la trahison de l'un de ces quatre hommes qui a averti l'Empereur de son arrivée. Flash-back : retour sur la jeunesse du capitaine Flam, sur sa mère Elaine et son père William, et des conditions dans lesquelles ses parents furent assassinés, il devint orphelin et fut élevé par Crag, Mala et Simon Wright.
Accompagné de Joan, le capitaine rencontre le colonel Ezla dans un bar.
Plus tard Joan emmène Flam à l'hôpital. L'établissement médical occupe les locaux d'une ancienne prison et se trouve situé sur un éperon rocheux en plein milieux de la Mer de feu, dont il est protégé par un champ de force. Pendant que Joan fait visiter les locaux au capitaine, l'Empereur s'introduit dans le centre de commande, abat les techniciens et détruit le système informatique. Non seulement toutes les portes de l'hôpital s'ouvrent et laissent s'échapper les hommes-singes, mais au surplus l'écran énergétique de protection est mis hors circuit : la lave et les flammes de la Mer de feu menacent de détruire la totalité des lieux.
Le capitaine et Joan aidés par Crag parviennent à reprendre le contrôle de l'hôpital. Le champ de force est restauré mais une partie des hommes-singes sont morts de chaleur.
Mala contacte alors le capitaine, Crag et Joan qui sont retournés dans le Cyberlab : il sait où se trouve le quartier général de l'Empereur de l'espace.

### «Prisonnier sur Mégara»
Après avoir examiné des victimes de la « rétrogradation de l'espèce », le professeur Simon découvre qu'un rayon créé par l'Empereur a pour effet d'inverser les effets de la glande hypophyse et provoquer la rétrogradation de l'espèce. Pendant ce temps, continuant son enquête sous l'apparence d'un autochtone extraterrestre de Dénef, Mala apprend qu'une révolte des autochtones contre les humains va bientôt avoir lieu, et que des milliers de pistolets à proton vont être distribués pour que la révolte soit un succès. Il s'interroge sur la provenance de ses armes.
Le capitaine Flam dépose Joan sur Dénef ; il ignore qu'elle souhaite se rendre à l'Usine Multiproduction de la planète pour enquêter sur les ouvriers qui se sont transformés en hommes-singes. Arrivée seule sur place, elle fait face à des hommes-singes et y rencontre Beloire, le directeur de l’usine. Celui-ci est désemparé : la quasi-totalité des humains se sont transformés en hommes-singes. Joan et lui découvrent dans un premier temps que l'usine fabrique secrètement des pistolets à proton, et dans un deuxième temps que Canning, le directeur-adjoint de l'usine, agit sous les ordres de l'Empereur. La rétrogradation de l'espèce avait été mise en place afin que tous les ouvriers humains soient immobilisés à l'hôpital et que la production de pistolets à proton puisse avoir lieu secrètement. Canning se transforme en homme-singe juste avant d'abattre Beloire, tandis que Joan est faite prisonnière par l'Empereur de l'espace.
Dans le Cyberlab, un dénommé Kenneth Lester est mentionné par Ezla : il est archéologue et aurait découvert le secret de l'ancienne civilisation de Mégara mais a disparu dans la jungle.
Lorsque le capitaine Flam apprend d'Ezla que Joan est allée seule à l'usine, il se rend sur les lieux, mais trop tardivement. Il apprend de Beloire mourant, que la réunion secrète des autochtones avec l’Empereur de l'espace doit avoir lieu dans l'Ancienne Cité de Dénef, et que la rétrogradation de l'espèce a été déclenchée pour cacher la production secrète de pistolets à protons. Il se rend donc à l'endroit indiqué par Mala. Là il découvre l'Empereur au milieu d'une arène en train de pousser le peuple de Dénef à la révolte. Joan est son otage. À la suite d'un audacieux coup de main (utilisant un appareil d'invisibilité inventé par le Pr Simon), il délivre Joan. Mais peu de temps après en s'enfuyant, Mala, Joan et le capitaine sont faits prisonniers sous la cité et sont atteints par le rayon de rétrogradation que projette l'Empereur. Celui-ci se téléporte avec l'ensemble des Dénefiens. Les prisonniers parviennent par la suite à indiquer leur position à Crag et Simon, qui en lançant un faisceau de rayon à protons sur leur prison, réussissent à les délivrer.
Grâce au médicament antidote créé par le Pr Simon, les « hommes-singes » retrouvent leur apparence humaine. Flam, Joan et Mala se font injecter le vaccin et ne risquent plus rien. Pendant ce temps, l'Empereur est allé sur le satellite naturel géant de la planète Dénef, dans lequel il a établi sa base secrète et d'où il compte lancer son attaque contre les Humains dans les heures à venir.

### «La Bataille finale»
La planète Dénef comporte un satellite naturel expulsé naguère de la planète par une éruption. C'est un astéroïde qui est creux et l'Empereur y a établi sa base. Il envoie un ultimatum au gouverneur-général Quale menaçant d'envoyer ses troupes sur Dénef. Quale découvre que Kells, son adjoint, s'est transformé en homme-singe. Ainsi, des quatre personnes qui connaissaient l’arrivée du capitaine Flam au début de l'aventure, seul le gouverneur-général Quale est toujours vivant, mais il dispose d'un alibi : pendant que le capitaine se trouvait devant l'Empereur, Quale était vu par d'autres personnes. La détermination du « traître » est donc impossible à faire.
Flam et Crag se rendent dans l’Ancienne Cité de Dénef pour y continuer l'enquête. Ils suivent les traces de l'archéologue Kenneth Lester au sein d'une grotte dont l'entrée se trouve sous une chute de lave liquide. À l'intérieur de la grotte se trouve Kenneth Lester retenu prisonnier depuis ses recherches sur l'Ancienne Civilisation de Mégara. Surgit alors l’Empereur de l'espace qui bloque les trois personnages dans l’Ancienne Cité. Flam apprend qu'il reste un dernier appareil mégarien permettant de passer à travers la matière. Dans la mesure où il manque l'appareil permettant de respirer, Lester ne l'a jamais utilisé. Flam est amusé : le robot Crag n'a pas besoin de respirer et peut l’utiliser ! Crag traverse la porte et délivre peu après Flam et Lester.
L'attaque des autochtones de Dénef sous l'égide de l’Empereur commence alors. Mais le capitaine, avec le Cyberlab, attaque le satellite géostationnaire contenant la base de l'Empereur. Les deux hommes se retrouvent en face-à-face. Flam met en action l’appareil permettant de traverser la matière, retient sa respiration et attaque l’Empereur. Après un combat au corps-à-corps, le capitaine a le dessus et lui arrache son appareil. L’Empereur, désormais palpable, est maitrisé par Crag et Mala et démasqué par Joan : il s'agit de Kells, l'adjoint du gouverneur-général, que l'on croyait faussement avoir été atteint de la rétrogradation de l'espèce. Les autochtones de Dénef sont abasourdis : ils croyaient que l'Empereur était un membre de leur espèce et découvrent qu'il s'agit d'un Humain qui s'est servi d'eux pour prendre le pouvoir. L'attaque contre les humains de Dénef est immédiatement annulée.
Le fléau déclenché par l’Empereur est résorbé et les victimes de la Rétrogradation sont soignées. La civilisation de Mégara va pouvoir reprendre son éclat passé.

## Différences avec le roman
Dans le dessin animé, s'agissant des personnages, les noms de plusieurs héros ont été modifiés : le capitaine Futur devient le capitaine Flam, Grag devient Crag, Otho devient Mala. Joan Randall est renommée Joan Landor, et de brune (roman) elle devient blonde (dessin animé). Ezra Gurney (roman) est appelée indifféremment Ezra ou « Ezla » dans le dessin animé. L'agent Sperling devient l'agent Peterson.
Le vaisseau le Comète devient le Cyberlab ; le petit vaisseau-fusée est dénommé Cosmolem.
Dans le roman, le professeur Simon Wright a le cerveau logé dans une grande boîte aux arêtes métalliques encadrées de verre transparent, et la boîte est portée à mains nues par Grag ou Otho ; dans le dessin animé, le cerveau est logé par un système autoporteur qui permet au professeur une totale autonomie de déplacement.
Le lieu de l’action dans le roman est la planète Jupiter, ayant pour capitale « Jovopolis ». Le dessin animé se déroule sur « Dénef », à la localisation indéterminée, ayant pour capitale « Mégara ».
Le personnage de Ken Scott, dans le dessin animé, n'existe pas dans le roman.
Le satellite naturel de Dénef qui orbite autour de la planète, dans lequel l'Empereur de l'espace a établi sa base, n'existe pas dans le roman (l'Empereur n'a pas de « base »).
La « Mer de feu » du dessin animé correspond à la Grande Tache rouge de Jupiter dans le roman.